# Šebastovce

Plaatsbepaling van het stadsdeel Šebastovce binnen de stad Košice.

Šebastovce (Hongaars: Zsebes) (destijds ook Žebeš genoemd) is een stadsdeel van Košice. Het maakt deel uit van het district Košice IV en heeft een landelijk karakter.

## Topografie

### Ligging
Šebastovce is gelegen op een hoogte van 209 meter boven de zeespiegel.
De plaats ligt aan de zuidelijke stadsgrens, op een afstand van ongeveer 8 kilometer van het oude stadscentrum Staré Mesto.
Ze is ingesloten tussen:
- Barca (in het noorden en het oosten),
- Poľov (in het westen),
- het district Košice-okolie (in het zuiden).

Het oord heeft een oppervlakte van 5,1 km². 

### Straten
De volgende straten maken geheel of gedeeltelijk deel uit van het dorp:
" Šebastovská, Podbeľová, Bazalková, Repíková, Rozmarínová, Prasličková, Papradia, Harmančeková, Ďatelinová, Levanduľová ".

### Waterlopen
- Belžiansky-beek (Slowaaks: Belžiansky potok) : deze beek vloeit nabij de gemeenschappelijke grensovergang Pol'ov / Barca het stadsdeel Šebastovce binnen. Vandaar vloeit ze quasi parallel met de oostelijke gemeentegrens naar de zuidelijke grens, zonder evenwel het dorpscentrum aan te doen.
- Valalický-kanaal (Slowaaks: Valalický kanál).

### Oppervlaktewateren
Moeras (beschermd waterlandschap).

## Geschiedenis[2]
Van Šebastovce is bekend dat het vanaf de 7e eeuw een Avaren-nederzetting was.
Het oord werd voor het eerst schriftelijk vermeld in het jaar 1248, in een oorkonde van koning Béla IV (° 1206 - † 1270). Daarin schonk Béla het Land van "Zebus" (ontvangen ingevolge de dood van koning Rayzlaus) aan Lukulm, de zoon van Chamuk.
In 1303 werd het dorp vermeld met de naam : Zebes. Het beschikte toen reeds over een kerk en een priester Philip.  
Op de pauselijke tiendenlijst werd de plaats tussen 1332 en 1337 genoemd met de latijnse variant: Sebus. Er was toen ook sprake van een dorpspriester Michael.
In 1715 waren er vijf boerderijen en een kelderhuis.
Anno 1746 was de etniciteit van de inwoners overwegend Slowaaks en Hongaars. Op religieus gebied noteerde men in dat jaar : 42 rooms-katholieken, 5 Grieks-katholieken, 16 lutheranen en 60 calvinisten.
András Vályi (1764 - 1801) schreef op het einde van de 18e eeuw :
« ZSEBES, of Zsebely. Hongaars dorp in het comitaat Abaúj. De landheer is de "Heer van de Kamer van Spiš". De bevolking leeft in de buurt van Barca. De markt is dichtbij. »
Elek Fényes (1807 - 1876) schreef over het dorp in zijn geografische woordenboek dat in 1851 werd gepubliceerd :
« Zsebes in het comitaat Abauj. Naar Kassa: anderhalf uur. Bevolking: 188 Katholieken, 16 Lutheranen, 35 Hervormden. »
Tot de toepassing van het Verdrag van Trianon in 1920 maakte Šebastovce deel uit van het Hongaarse comitaat Abaúj-Torna (Latijn: Comitatus Abaujvariensis). Ingevolge dat verdrag werd het dorp vanaf 1920 toegewezen aan de Eerste Tsjecho-Slowaakse Republiek. Vanaf 1938 tot 1945 kwam het -als gevolg van de Eerste Weense Arbitrage- weer onder Hongaars bestuur en in 1945 werd het opnieuw ingedeeld bij Tsjecho-Slowakije .
Op het grondgebied van het dorp werd tussen 1966 en 1977 een begraafplaats uit de Avaren-periode opgegraven. In de blootgelegde dodenakker waren 370 graven aanwezig, waarvan 46 ruitergraven. Het is een van de grootste Avaren-begraafplaatsen in Slowakije. Voortgaande op de gevonden aardewerkrelicten en grafversieringen, mag men stellen dat de ouderdom van de plek teruggaat tot de tijdsspanne tussen de tweede helft van de 7e eeuw en het begin van de 9e eeuw. 
Šebastovce was aanvankelijk een dorp, maar werd op 1 mei 1976 een stadsdeel van Košice. 

## Bevolking

### Inwoners
Het aantal inwoners gaat bestendig in stijgende lijn.
| Jaar | Inwoners | Etnische groep                                           |
| ---- | -------- | -------------------------------------------------------- |
| 1910 | 354      | • 222 Hongaren (63%) • 129 Slowaken (36%)                |
| 1938 | 393      |                                                          |
| 2004 | 618      |                                                          |
| 2009 | 631      |                                                          |
| 2011 | 663      | • 631 Slowaken                                           |
| 2017 | 732      |                                                          |
| 2018 | 745      |                                                          |
| 2019 | 745      | Meerderheid: • Slowaakse nationaliteit • Rooms-Katholiek |

### Persoonlijkheden
Imrich Lipták (° 1895 - † 1917) was Salesiaan van Don Bosco en bovendien missionaris. Hij stierf zeer jong.

## Bezienswaardigheden
- Sint-Johannes de Doperkerk (adres: Replíková-straat).

## Openbaar vervoer

### Trein
Het station van Košice ligt op ongeveer 8 kilometer afstand. Daar zijn regelmatig verbindingen naar een grote verscheidenheid van bestemmingen, zowel naar binnen- als buitenland.

### Autobus
Šebastovce wordt bediend door buslijn 12 (halte Eurobus).